# Campeonato de Fútbol de Costa Rica 1997-1998
La temporada 1997-98 de la Primera División de Costa Rica, fue la edición 79° del torneo de liga de fútbol de dicho país, iniciando en agosto de 1997 y finalizando en junio de 1998.

## Sistema de competición
La temporada de la Primera División está conformada en dos partes:
- Torneo de Apertura: Se integra por las 16 jornadas del certamen, cuartos de final, semifinal y final jugándose desde agosto hasta enero.
- Torneo de Clausura: Se integra por las 16 jornadas del certamen, cuartos de final, semifinal y final jugándose desde enero hasta junio.

### Fase de clasificación
El líder de cada campeonato obtiene un cupo para una gran final por el título si queda eliminado en una fases previas. En caso de que si un equipo ocupa el primer lugar de la competencia y gana las instancias, se proclama campeón.
Tanto en el torneo de Apertura como en el Clausura se observará el sistema de puntos. La ubicación en la tabla general está sujeta a lo siguiente:
- Por juego ganado se obtendrán tres puntos.
- Por juego empatado se obtendrá un punto.
- Por juego perdido no se otorgan puntos.

En esta fase participan los 12 clubes de la máxima categoría jugando durante las 16 jornadas respectivas, primero se enfrentan todos contra todos a una vuelta en 11 fechas, mientras que en las restantes jornadas hay una división por grupos enfrentándose a sus correspondientes rivales que se les asignaron.
El orden de los clubes al final de las dos vueltas del torneo corresponderá a la suma de los puntos obtenidos por cada uno de ellos y se presentará en forma descendente. Si al finalizar las 16 jornadas por cada torneo, dos o más clubes estuviesen empatados en puntos, su posición en la tabla general será determinada atendiendo a los siguientes criterios de desempate:
1. Mayor diferencia positiva general de goles. Este resultado se obtiene mediante la sumatoria de los goles anotados a todos los rivales, en cada campeonato menos los goles recibidos de estos.
2. Mayor cantidad de goles a favor, anotados a todos los rivales dentro de la misma competencia.
3. Mejor puntuación particular que hayan conseguido en las confrontaciones particulares entre ellos mismos.
4. Mayor diferencia positiva particular de goles, la cual se obtiene sumando los goles de los equipos empatados y restándole los goles recibidos.
5. Mayor cantidad de goles a favor que hayan conseguido en las confrontaciones entre ellos mismos.
6. Como última alternativa, el ente organizador realizaría un sorteo para el desempate.

### Fase final
Los ocho clubes calificados para esta fase del torneo serán reubicados de acuerdo con el lugar que ocupen en la tabla general al término de la jornada 16, con el puesto del número uno al club mejor clasificado, y así hasta el octavo. Los partidos a esta fase se desarrollan a visita recíproca, en las siguientes etapas:
- Cuartos de final
- Semifinales
- Final

### Final nacional
Disputan el título, en una final nacional, los dos campeones de cada torneo. Si el mismo equipo repite y es campeón de los dos certámenes, obtiene el título automáticamente sin la necesidad de forzar a dos partidos adicionales.

## Información de los equipos
| Equipo                     | Entrenador          | Ciudad                  | Estadio           | Capacidad | Fundación      |
| -------------------------- | ------------------- | ----------------------- | ----------------- | --------- | -------------- |
| A. D. Belén                | Enrique Vásquez     | Alajuela                | Morera Soto       | 17 895    | 1979 (18 años) |
| A. D. Carmelita            | Juan Diego Quesada  | San José                | Nacional          | 25 000    | 1948 (49 años) |
| A. D. Ramonense            | Carlos Santana      | San Ramón, Alajuela     | Guillermo Vargas  | 2 500     | 1953 (45 años) |
| A. D. Municipal Goicoechea | Didier Castro       | Goicoechea, San José    | "Coyella" Fonseca | 4 500     | 1958 (39 años) |
| A. D. Municipal Puntarenas | Luis Bonilla        | Puntarenas              | "Lito" Pérez      | 4 105     | 1952 (46 años) |
| A. D. San Carlos           | Freddy Kopper       | San Carlos, Alajuela    | Carlos Ugalde     | 5 600     | 1965 (33 años) |
| A. D. Santa Bárbara        | Armando Rodríguez   | Santa Bárbara, Heredia  | Carlos Alvarado   | 2 000     | 1943 (55 años) |
| C. S. Cartaginés           | Juan Luis Hernández | Cartago                 | "Fello" Meza      | 13 500    | 1906 (91 años) |
| C. S. Herediano            | Odir Jacques        | Heredia                 | Rosabal Cordero   | 8 721     | 1921 (77 años) |
| Deportivo Saprissa         | Alexandre Guimarães | Tibás, San José         | Ricardo Saprissa  | 23 112    | 1935 (62 años) |
| L. D. Alajuelense          | Manuel Keosseian    | Alajuela                | Morera Soto       | 17 895    | 1919 (79 años) |
| Pérez Zeledón              | Guillermo Guardia   | Pérez Zeledón, San José | Municipal         | 6 100     | 1991 (6 años)  |

### Equipos por provincia
| Saprissa Herediano Carmelita Santa Bárbara Alajuelense San Carlos Belén Pérez Zeledón Cartaginés Goicoechea Ramonense Puntarenas |

| Provincia  | N.º | Equipos                                                         |
| ---------- | --- | --------------------------------------------------------------- |
| Alajuela   | 4   | Alajuelense San Carlos Ramonense Belén                          |
| San José   | 4   | Deportivo Saprissa Pérez Zeledón Municipal Goicoechea Carmelita |
| Heredia    | 2   | Herediano Santa Bárbara                                         |
| Puntarenas | 1   | Municipal Puntarenas                                            |
| Cartago    | 1   | Cartaginés                                                      |

### Ascenso y descenso
| a la Segunda División |
| --------------------- |
| Municipal Turrialba   |

| a la Primera División |
| --------------------- |
| A. D. Santa Bárbara   |

## Torneo de Apertura

### Tabla de posiciones
| Pos. | Equipo               | Pts. | PJ | PG | PE | PP | GF | GC | Dif. |
| ---- | -------------------- | ---- | -- | -- | -- | -- | -- | -- | ---- |
| 1.º  | L. D. Alajuelense    | 35   | 16 | 11 | 2  | 3  | 37 | 14 | 23   |
| 2.º  | C. S. Herediano      | 33   | 16 | 10 | 3  | 3  | 29 | 14 | 15   |
| 3.º  | C. S. Cartaginés     | 27   | 16 | 8  | 3  | 5  | 22 | 18 | 4    |
| 4.º  | Deportivo Saprissa   | 24   | 16 | 6  | 6  | 4  | 25 | 16 | 9    |
| 5.º  | Municipal Goicoechea | 24   | 16 | 7  | 3  | 6  | 18 | 24 | −6   |
| 6.º  | A. D. Santa Bárbara  | 20   | 16 | 5  | 5  | 6  | 20 | 26 | −6   |
| 7.º  | Municipal Puntarenas | 18   | 16 | 4  | 6  | 6  | 18 | 26 | −8   |
| 8.º  | Pérez Zeledón        | 18   | 16 | 5  | 3  | 8  | 20 | 29 | −9   |
| 9.º  | A. D. Ramonense      | 17   | 16 | 4  | 5  | 7  | 27 | 32 | −5   |
| 10.º | A. D. Carmelita      | 16   | 16 | 3  | 7  | 6  | 18 | 21 | −3   |
| 11.º | A. D. Belén          | 14   | 16 | 2  | 8  | 6  | 9  | 15 | −6   |
| 12.º | A. D. San Carlos     | 14   | 16 | 3  | 5  | 8  | 18 | 26 | −8   |

|  | Clasifica a los cuartos de final y asegura una final |
|  | Clasifica a los cuartos de final                     |

### Resumen de resultados
| Local / Visita       | ADC   | BEL   | ADR   | SB    | SC    | CSC   | CSH   | SAP   | LDA   | GOI   | PUN         | MPZ   |
| -------------------- | ----- | ----- | ----- | ----- | ----- | ----- | ----- | ----- | ----- | ----- | ----------- | ----- |
| A. D. Carmelita      |       | 1 - 1 |       | 1 - 1 | 1 - 1 | 2 - 0 | 0 - 1 | 1 - 1 | 0 - 0 |       | 1 - 1       | 1 - 3 |
| A. D. Belén          | 0 - 1 |       | 1 - 0 |       | 1 - 0 | 0 - 0 |       |       | 0 - 3 |       | 0 - 0       | 1 - 1 |
| A. D. Ramonense      | 2 - 2 |       |       | 2 - 0 | 2 - 1 | 1 - 2 | 1 - 1 | 3 - 2 |       | 4 - 3 |             |       |
| A. D. Santa Bárbara  |       | 2 - 1 | 1 - 1 |       | 2 - 1 |       | 3 - 2 | 0 - 2 | 3 - 2 | 0 - 0 | 1 - 3       |       |
| A. D. San Carlos     |       |       | 2 - 1 | 4 - 1 |       | 2 - 3 | 0 - 0 | 2 - 2 |       | 1 - 2 | 0 - 0       | 2 - 1 |
| C. S. Cartaginés     | 3 - 2 | 0 - 0 |       | 1 - 1 |       |       | 1 - 0 | 1 - 2 | 2 - 1 |       | 3 - 1       | 3 - 1 |
| C. S. Herediano      |       | 3 - 2 | 4 - 1 | 2 - 1 | 2 - 1 |       |       | 2 - 1 | 2 - 0 | 3 - 0 |             | 4 - 0 |
| Deportivo Saprissa   |       | 1 - 0 | 2 - 2 | 1 - 1 | 3 - 0 |       | 0 - 0 |       | 1 - 2 | 5 - 0 |             | 1 - 0 |
| L. D. Alajuelense    | 2 - 0 | 1 - 0 | 4 - 2 |       | 4 - 0 | 3 - 1 |       |       |       | 2 - 1 | 5 - 0 3 - 0 | 1 - 1 |
| Municipal Goicoechea | 3 - 2 | 1 - 1 | 1 - 0 | 0 - 2 | 1 - 1 | 1 - 0 | 1 - 0 | 1 - 0 |       |       | 2 - 1       | 1 - 2 |
| Municipal Puntarenas | 1 - 0 | 1 - 1 | 3 - 3 |       |       | 1 - 0 | 2 - 3 | 1 - 1 |       |       |             | 3 - 0 |
| Pérez Zeledón        | 1 - 3 | 0 - 0 | 3 - 2 | 3 - 1 |       | 0 - 2 |       |       | 1 - 4 |       | 3 - 0       |       |

|  | Victoria del equipo local     |
|  | Empate                        |
|  | Victoria del equipo visitante |

## Fase final

### Cuadro de desarrollo
|  | Cuartos de final                                    | Cuartos de final                                    | Cuartos de final                                    | Cuartos de final                                    | Cuartos de final                                    |   |                   | Semifinales                                   | Semifinales                                   | Semifinales                                   | Semifinales                                   | Semifinales                                   |  |                   | Final                                 | Final                                 | Final                                 | Final                                 | Final                                 |  |
|  | 23 de diciembre (ida) 27 / 28 de diciembre (vuelta) | 23 de diciembre (ida) 27 / 28 de diciembre (vuelta) | 23 de diciembre (ida) 27 / 28 de diciembre (vuelta) | 23 de diciembre (ida) 27 / 28 de diciembre (vuelta) | 23 de diciembre (ida) 27 / 28 de diciembre (vuelta) |   |                   | 30 de diciembre (ida) 3 / 4 de enero (vuelta) | 30 de diciembre (ida) 3 / 4 de enero (vuelta) | 30 de diciembre (ida) 3 / 4 de enero (vuelta) | 30 de diciembre (ida) 3 / 4 de enero (vuelta) | 30 de diciembre (ida) 3 / 4 de enero (vuelta) |  |                   | 7 de enero (ida) 10 de enero (vuelta) | 7 de enero (ida) 10 de enero (vuelta) | 7 de enero (ida) 10 de enero (vuelta) | 7 de enero (ida) 10 de enero (vuelta) | 7 de enero (ida) 10 de enero (vuelta) |  |
|  |                                                     |                                                     |                                                     |                                                     |                                                     |   |                   |                                               |                                               |                                               |                                               |                                               |  |                   |                                       |                                       |                                       |                                       |                                       |  |
|  |                                                     |                                                     |                                                     |                                                     |                                                     |   |                   |                                               |                                               |                                               |                                               |                                               |  |                   |                                       |                                       |                                       |                                       |                                       |  |
|  | L. D. Alajuelense                                   | L. D. Alajuelense                                   | 1                                                   | 1                                                   | 2                                                   |   |                   |                                               |                                               |                                               |                                               |                                               |  |                   |                                       |                                       |                                       |                                       |                                       |  |
|  | L. D. Alajuelense                                   | L. D. Alajuelense                                   | 1                                                   | 1                                                   | 2                                                   |   |                   |                                               |                                               |                                               |                                               |                                               |  |                   |                                       |                                       |                                       |                                       |                                       |  |
|  | Municipal Puntarenas                                | Municipal Puntarenas                                | 1                                                   | 0                                                   | 1                                                   |   |                   |                                               |                                               |                                               |                                               |                                               |  |                   |                                       |                                       |                                       |                                       |                                       |  |
|  | Municipal Puntarenas                                | Municipal Puntarenas                                | 1                                                   | 0                                                   | 1                                                   |   | L. D. Alajuelense | L. D. Alajuelense                             | 2                                             | 3                                             | 5                                             |                                               |  |                   |                                       |                                       |                                       |                                       |                                       |  |
|  |                                                     |                                                     |                                                     |                                                     |                                                     |   | L. D. Alajuelense | L. D. Alajuelense                             | 2                                             | 3                                             | 5                                             |                                               |  |                   |                                       |                                       |                                       |                                       |                                       |  |
|  |                                                     |                                                     | C. S. Cartaginés                                    | C. S. Cartaginés                                    | 1                                                   | 0 | 1                 |                                               |                                               |                                               |                                               |                                               |  |                   |                                       |                                       |                                       |                                       |                                       |  |
|  | C. S. Cartaginés                                    | C. S. Cartaginés                                    | C. S. Cartaginés                                    | C. S. Cartaginés                                    | 1                                                   | 0 | 1                 | 1                                             | 4                                             | 5                                             |                                               |                                               |  |                   |                                       |                                       |                                       |                                       |                                       |  |
|  | C. S. Cartaginés                                    | C. S. Cartaginés                                    |                                                     |                                                     |                                                     |   |                   |                                               |                                               | 5                                             |                                               |                                               |  |                   |                                       |                                       |                                       |                                       |                                       |  |
|  | Municipal Goicoechea                                | Municipal Goicoechea                                | 1                                                   | 0                                                   | 1                                                   |   |                   |                                               |                                               |                                               |                                               |                                               |  |                   |                                       |                                       |                                       |                                       |                                       |  |
|  | Municipal Goicoechea                                | Municipal Goicoechea                                | 1                                                   | 0                                                   | 1                                                   |   |                   |                                               |                                               |                                               |                                               |                                               |  | L. D. Alajuelense | L. D. Alajuelense                     | 1                                     | 2                                     | 3                                     |                                       |  |
|  |                                                     |                                                     |                                                     |                                                     |                                                     |   |                   |                                               |                                               |                                               |                                               |                                               |  | L. D. Alajuelense | L. D. Alajuelense                     | 1                                     | 2                                     | 3                                     |                                       |  |
|  |                                                     |                                                     | Deportivo Saprissa                                  | Deportivo Saprissa                                  | 1                                                   | 1 | 2                 |                                               |                                               |                                               |                                               |                                               |  |                   |                                       |                                       |                                       |                                       |                                       |  |
|  | C. S. Herediano                                     | C. S. Herediano                                     | Deportivo Saprissa                                  | Deportivo Saprissa                                  | 1                                                   | 1 | 2                 | 0                                             | 1                                             | 1                                             |                                               |                                               |  |                   |                                       |                                       |                                       |                                       |                                       |  |
|  | C. S. Herediano                                     | C. S. Herediano                                     |                                                     |                                                     |                                                     |   |                   |                                               |                                               | 1                                             |                                               |                                               |  |                   |                                       |                                       |                                       |                                       |                                       |  |
|  | Pérez Zeledón                                       | Pérez Zeledón                                       | 0                                                   | 0                                                   | 0                                                   |   |                   |                                               |                                               |                                               |                                               |                                               |  |                   |                                       |                                       |                                       |                                       |                                       |  |
|  | Pérez Zeledón                                       | Pérez Zeledón                                       | 0                                                   | 0                                                   | 0                                                   |   | C. S. Herediano   | C. S. Herediano                               | 0                                             | 0                                             | 0                                             |                                               |  |                   |                                       |                                       |                                       |                                       |                                       |  |
|  |                                                     |                                                     |                                                     |                                                     |                                                     |   | C. S. Herediano   | C. S. Herediano                               | 0                                             | 0                                             | 0                                             |                                               |  |                   |                                       |                                       |                                       |                                       |                                       |  |
|  |                                                     |                                                     | Deportivo Saprissa                                  | Deportivo Saprissa                                  | 3                                                   | 0 | 3                 |                                               |                                               |                                               |                                               |                                               |  |                   |                                       |                                       |                                       |                                       |                                       |  |
|  | A. D. Santa Bárbara                                 | A. D. Santa Bárbara                                 | Deportivo Saprissa                                  | Deportivo Saprissa                                  | 3                                                   | 0 | 3                 | 0                                             | 1                                             | 1                                             |                                               |                                               |  |                   |                                       |                                       |                                       |                                       |                                       |  |
|  | A. D. Santa Bárbara                                 | A. D. Santa Bárbara                                 |                                                     |                                                     |                                                     |   |                   |                                               |                                               | 1                                             |                                               |                                               |  |                   |                                       |                                       |                                       |                                       |                                       |  |
|  | Deportivo Saprissa                                  | Deportivo Saprissa                                  | 2                                                   | 4                                                   | 6                                                   |   |                   |                                               |                                               |                                               |                                               |                                               |  |                   |                                       |                                       |                                       |                                       |                                       |  |
|  | Deportivo Saprissa                                  | Deportivo Saprissa                                  | 2                                                   | 4                                                   | 6                                                   |   |                   |                                               |                                               |                                               |                                               |                                               |  |                   |                                       |                                       |                                       |                                       |                                       |  |
|  |                                                     |                                                     |                                                     |                                                     |                                                     |   |                   |                                               |                                               |                                               |                                               |                                               |  |                   |                                       |                                       |                                       |                                       |                                       |  |

### Cuartos de final

#### Alajuelense - Puntarenas
| 23 de diciembre de 1997, 20:00 | Municipal Puntarenas         | 1:1 (1:1) | L. D. Alajuelense        | Estadio "Lito" Pérez, Puntarenas |                           |
|                                | - Joaquín Guillén 12' (a.g.) | Reporte   | - Alexánder Madrigal 28' | Árbitro(s): Ronald Cedeño        | Árbitro(s): Ronald Cedeño |

| 27 de diciembre de 1997, 20:00 | L. D. Alajuelense   | 1:0 (0:0, 0:0) (1:0 t. s.)(Global 2:1) | Municipal Puntarenas | Estadio Morera Soto, Alajuela |                            |
|                                | - Johnny Cubero 91' | Reporte                                |                      | Árbitro(s): Wálter Quesada    | Árbitro(s): Wálter Quesada |

#### Herediano - Pérez Zeledón
| 23 de diciembre de 1997, 20:00 | Pérez Zeledón | 0:0     | C. S. Herediano | Estadio Municipal, Pérez Zeledón, San José |                         |
|                                |               | Reporte |                 | Árbitro(s): Édgar Durán                    | Árbitro(s): Édgar Durán |

| 28 de diciembre de 1997, 16:00 | C. S. Herediano     | 1:0 (0:0, 0:0) (1:0 t. s.)(Global 1:0) | Pérez Zeledón | Estadio Rosabal Cordero, Heredia |                            |
|                                | - Trino de la O 99' | Reporte                                |               | Árbitro(s): Greivin Porras       | Árbitro(s): Greivin Porras |

#### Saprissa - Santa Bárbara
| 23 de diciembre de 1997, 20:00 | A. D. Santa Bárbara | 0:2 (0:2) | Deportivo Saprissa                  | Estadio Carlos Alvarado, Santa Bárbara, Heredia |                               |
|                                |                     | Reporte   | - Roy Myers 8' - Walter Centeno 26' | Árbitro(s): Alexandro Jiménez                   | Árbitro(s): Alexandro Jiménez |

| 27 de diciembre de 1997, 20:00 | Deportivo Saprissa                                                       | 4:1 (1:0) (Global 6:1) | A. D. Santa Bárbara | Estadio Ricardo Saprissa, Tibás, San José |                            |
|                                | - Adrián Mahía 26', 49' - Farlen Ilama 47' - Alejandro Larrea 82' (pen.) | Reporte                | - Hugo Murillo 84'  | Árbitro(s): William Mattus                | Árbitro(s): William Mattus |

#### Cartaginés - Goicoechea
| 23 de diciembre de 1997 | Municipal Goicoechea | 1:1 (0:0) | C. S. Cartaginés   | Estadio "Coyella" Fonseca, San José |                         |
|                         | - Álvaro Rojas 77'   | Reporte   | - Norman Gómez 53' | Árbitro(s): Olger Mejía             | Árbitro(s): Olger Mejía |

| 28 de diciembre de 1997, 17:00 | C. S. Cartaginés                                                    | 4:0 (1:0) (Global 5:1) | Municipal Goicoechea | Estadio "Fello" Meza, Cartago                              |                                                            |
|                                | - Bernal Mullins 12' (pen.), 70' (pen.), 85' - Jewisson Bennett 61' | Reporte                |                      | Asistencia: 1.559 espectadores Árbitro(s): Federico Vargas | Asistencia: 1.559 espectadores Árbitro(s): Federico Vargas |

### Semifinales

#### Herediano - Saprissa
| 30 de diciembre de 1997, 20:00 | Deportivo Saprissa                                                    | 3:0 (0:0) | C. S. Herediano | Estadio Ricardo Saprissa, Tibás, San José |                              |
|                                | - Alejandro Larrea 47' - Jervis Drummond 67' - Alejandro Sequeira 79' | Reporte   |                 | Árbitro(s): Víctor Rodríguez              | Árbitro(s): Víctor Rodríguez |

| 4 de enero de 1998, 17:00 | C. S. Herediano | 0:0 (0:0) (Global 0:3) | Deportivo Saprissa | Estadio Rosabal Cordero, Heredia                         |                                                          |
|                           |                 | Reporte                |                    | Asistencia: 4.867 espectadores Árbitro(s): Ronald Cedeño | Asistencia: 4.867 espectadores Árbitro(s): Ronald Cedeño |

#### Alajuelense - Cartaginés
| 30 de diciembre de 1997, 20:00 | C. S. Cartaginés    | 1:2 (0:0) | L. D. Alajuelense                                       | Estadio "Fello" Meza, Cartago |                               |
|                                | - Géiner Segura 62' | Reporte   | - Alexánder Madrigal 75' - Luis Diego Arnáez 81' (pen.) | Árbitro(s): Alexandro Jiménez | Árbitro(s): Alexandro Jiménez |

| 3 de enero de 1998, 20:00 | L. D. Alajuelense                                                 | 3:0 (0:0) (Global 5:1) | C. S. Cartaginés | Estadio Morera Soto, Alajuela |                            |
|                           | - Josef Miso 46' - Alexánder Madrigal 52' - Luis Diego Arnáez 88' | Reporte                |                  | Árbitro(s): Greivin Porras    | Árbitro(s): Greivin Porras |

### Final

#### Alajuelense - Saprissa
| 7 de enero de 1998, 20:00 | Deportivo Saprissa   | 1:1 (1:0) | L. D. Alajuelense | Estadio Ricardo Saprissa, Tibás, San José |                          |
|                           | - Walter Centeno 14' | Reporte   | - Josef Miso 51'  | Árbitro(s): Olger Mejías                  | Árbitro(s): Olger Mejías |

| 10 de enero de 1998, 20:00 | L. D. Alajuelense                                  | 2:1 (0:1, 1:1) (2:1 t. s.)(Global 3:2) | Deportivo Saprissa           | Estadio Morera Soto, Alajuela |                           |
|                            | - Luis Diego Arnáez 54' (pen.) - Adrián Mahía 115' | Reporte                                | - Alejandro Larrea 5' (pen.) | Árbitro(s): Ronald Cedeño     | Árbitro(s): Ronald Cedeño |

## Torneo de Clausura

### Tabla de posiciones
| Pos. | Equipo               | Pts. | PJ | PG | PE | PP | GF | GC | Dif. |
| ---- | -------------------- | ---- | -- | -- | -- | -- | -- | -- | ---- |
| 1.º  | L. D. Alajuelense    | 43   | 16 | 14 | 1  | 1  | 42 | 11 | 31   |
| 2.º  | Deportivo Saprissa   | 39   | 16 | 12 | 3  | 1  | 44 | 12 | 32   |
| 3.º  | C. S. Cartaginés     | 26   | 16 | 7  | 5  | 4  | 24 | 15 | 9    |
| 4.º  | C. S. Herediano      | 23   | 16 | 5  | 8  | 3  | 28 | 24 | 4    |
| 5.º  | Pérez Zeledón        | 21   | 16 | 5  | 6  | 5  | 23 | 24 | −1   |
| 6.º  | Municipal Puntarenas | 20   | 16 | 5  | 5  | 6  | 18 | 26 | −8   |
| 7.º  | A. D. San Carlos     | 18   | 16 | 3  | 9  | 4  | 16 | 23 | −7   |
| 8.º  | A. D. Ramonense      | 17   | 16 | 3  | 8  | 5  | 10 | 17 | −7   |
| 9.º  | A. D. Carmelita      | 17   | 16 | 4  | 5  | 7  | 20 | 27 | −7   |
| 10.º | A. D. Belén          | 10   | 16 | 1  | 7  | 8  | 8  | 18 | −10  |
| 11.º | Municipal Goicoechea | 10   | 16 | 1  | 7  | 8  | 12 | 28 | −16  |
| 12.º | A. D. Santa Bárbara  | 9    | 16 | 1  | 6  | 9  | 8  | 28 | −20  |

|  | Clasifica a los cuartos de final y asegura una final |
|  | Clasifica a los cuartos de final                     |

### Tabla acumulada de la temporada
| Pos. | Equipo               | Pts. | PJ | PG | PE | PP | GF | GC | Dif. |
| ---- | -------------------- | ---- | -- | -- | -- | -- | -- | -- | ---- |
| 1.º  | L. D. Alajuelense    | 78   | 32 | 25 | 3  | 4  | 79 | 25 | 54   |
| 2.º  | Deportivo Saprissa   | 63   | 32 | 18 | 9  | 5  | 69 | 28 | 41   |
| 3.º  | C. S. Herediano      | 56   | 32 | 15 | 11 | 6  | 57 | 38 | 19   |
| 4.º  | C. S. Cartaginés     | 53   | 32 | 15 | 8  | 9  | 46 | 33 | 13   |
| 5.º  | Pérez Zeledón        | 39   | 32 | 10 | 9  | 13 | 43 | 53 | −10  |
| 6.º  | Municipal Puntarenas | 38   | 32 | 9  | 11 | 12 | 36 | 52 | −16  |
| 7.º  | A. D. Ramonense      | 34   | 32 | 7  | 13 | 12 | 37 | 49 | −12  |
| 8.º  | Municipal Goicoechea | 34   | 32 | 8  | 10 | 14 | 30 | 52 | −22  |
| 9.º  | A. D. Carmelita      | 33   | 32 | 7  | 12 | 13 | 38 | 48 | −10  |
| 10.º | A. D. San Carlos     | 32   | 32 | 6  | 14 | 12 | 34 | 49 | −15  |
| 11.º | A. D. Santa Bárbara  | 29   | 32 | 6  | 11 | 15 | 28 | 54 | −26  |
| 12.º | A. D. Belén          | 24   | 32 | 3  | 15 | 14 | 17 | 33 | −16  |

|  | Clasificado para la Copa Interclubes de la UNCAF 1999 |
|  | Descendido a Segunda División                         |

### Resumen de resultados
| Local / Visita       | ADC   | BEL   | ADR   | SB    | SC    | CSC   | CSH   | SAP   | LDA   | GOI   | PUN   | MPZ   |
| -------------------- | ----- | ----- | ----- | ----- | ----- | ----- | ----- | ----- | ----- | ----- | ----- | ----- |
| A. D. Carmelita      |       | 0 - 0 | 0 - 1 |       |       | 3 - 2 |       |       | 0 - 3 | 2 - 0 | 2 - 1 | 3 - 3 |
| A. D. Belén          | 0 - 3 |       |       | 4 - 0 |       | 0 - 0 | 1 - 1 | 1 - 4 | 0 - 2 | 0 - 0 | 0 - 0 | 0 - 2 |
| A. D. Ramonense      |       | 0 - 0 |       | 0 - 0 | 2 - 1 |       | 1 - 1 | 0 - 2 | 1 - 5 | 0 - 0 | 1 - 1 | 1 - 0 |
| A. D. Santa Bárbara  | 2 - 1 |       | 1 - 1 |       | 0 - 0 | 0 - 0 | 0 - 0 | 0 - 2 |       | 1 - 1 |       | 1 - 4 |
| A. D. San Carlos     | 0 - 0 | 1 - 1 | 1 - 0 | 3 - 1 |       |       | 0 - 0 | 2 - 2 | 1 - 2 | 2 - 1 |       |       |
| C. S. Cartaginés     | 0 - 0 | 1 - 0 | 1 - 0 |       | 1 - 1 |       |       |       | 0 - 1 | 5 - 1 | 1 - 1 | 2 - 0 |
| C. S. Herediano      | 3 - 0 |       | 1 - 1 | 3 - 0 | 2 - 2 | 3 - 2 |       | 0 - 2 |       | 6 - 2 | 5 - 2 |       |
| Deportivo Saprissa   | 1 - 1 |       | 2 - 0 | 3 - 0 | 7 - 0 | 4 - 3 | 4 - 1 |       |       | 1 - 0 | 6 - 0 |       |
| L. D. Alajuelense    | 4 - 2 | 2 - 1 |       | 2 - 0 |       | 1 - 2 | 5 - 0 | 2 - 0 |       |       |       | 5 - 3 |
| Municipal Goicoechea |       |       | 1 - 1 | 1 - 0 | 1 - 1 |       | 1 - 1 | 1 - 3 | 0 - 2 |       |       |       |
| Municipal Puntarenas | 3 - 2 | 1 - 0 |       | 3 - 2 | 3 - 1 | 0 - 1 |       |       | 1 - 3 | 1 - 0 |       | 0 - 0 |
| Municipal Puntarenas | 3 - 2 | 1 - 0 | 0 - 0 | 3 - 2 | 3 - 1 | 0 - 1 |       |       |       | 1 - 0 |       | 0 - 0 |
| Pérez Zeledón        | 4 - 1 | 1 - 0 |       |       | 0 - 0 | 0 - 3 | 1 - 1 | 1 - 1 | 0 - 3 | 2 - 2 | 2 - 1 |       |

|  | Victoria del equipo local     |
|  | Empate                        |
|  | Victoria del equipo visitante |

## Fase final

### Cuadro de desarrollo
|  | Cuartos de final                            | Cuartos de final                            | Cuartos de final                            | Cuartos de final                            | Cuartos de final                            |   |                   | Semifinales                         | Semifinales                         | Semifinales                         | Semifinales                         | Semifinales                         |  |                  | Final                                | Final                                | Final                                | Final                                | Final                                |  |                   | Gran final                           | Gran final                           | Gran final                           | Gran final                           | Gran final                           |  |
|  | 25 / 26 de abril (ida) 29 de abril (vuelta) | 25 / 26 de abril (ida) 29 de abril (vuelta) | 25 / 26 de abril (ida) 29 de abril (vuelta) | 25 / 26 de abril (ida) 29 de abril (vuelta) | 25 / 26 de abril (ida) 29 de abril (vuelta) |   |                   | 3 de mayo (ida) 10 de mayo (vuelta) | 3 de mayo (ida) 10 de mayo (vuelta) | 3 de mayo (ida) 10 de mayo (vuelta) | 3 de mayo (ida) 10 de mayo (vuelta) | 3 de mayo (ida) 10 de mayo (vuelta) |  |                  | 17 de mayo (ida) 24 de mayo (vuelta) | 17 de mayo (ida) 24 de mayo (vuelta) | 17 de mayo (ida) 24 de mayo (vuelta) | 17 de mayo (ida) 24 de mayo (vuelta) | 17 de mayo (ida) 24 de mayo (vuelta) |  |                   | 31 de mayo (ida) 7 de junio (vuelta) | 31 de mayo (ida) 7 de junio (vuelta) | 31 de mayo (ida) 7 de junio (vuelta) | 31 de mayo (ida) 7 de junio (vuelta) | 31 de mayo (ida) 7 de junio (vuelta) |  |
|  |                                             |                                             |                                             |                                             |                                             |   |                   |                                     |                                     |                                     |                                     |                                     |  |                  |                                      |                                      |                                      |                                      |                                      |  |                   |                                      |                                      |                                      |                                      |                                      |  |
|  |                                             |                                             |                                             |                                             |                                             |   |                   |                                     |                                     |                                     |                                     |                                     |  |                  |                                      |                                      |                                      |                                      |                                      |  |                   |                                      |                                      |                                      |                                      |                                      |  |
|  | L. D. Alajuelense                           | L. D. Alajuelense                           | 2                                           | 7                                           | 9                                           |   |                   |                                     |                                     |                                     |                                     |                                     |  |                  |                                      |                                      |                                      |                                      |                                      |  |                   |                                      |                                      |                                      |                                      |                                      |  |
|  | L. D. Alajuelense                           | L. D. Alajuelense                           | 2                                           | 7                                           | 9                                           |   |                   |                                     |                                     |                                     |                                     |                                     |  |                  |                                      |                                      |                                      |                                      |                                      |  |                   |                                      |                                      |                                      |                                      |                                      |  |
|  | A. D. San Carlos                            | A. D. San Carlos                            | 0                                           | 2                                           | 2                                           |   |                   |                                     |                                     |                                     |                                     |                                     |  |                  |                                      |                                      |                                      |                                      |                                      |  |                   |                                      |                                      |                                      |                                      |                                      |  |
|  | A. D. San Carlos                            | A. D. San Carlos                            | 0                                           | 2                                           | 2                                           |   | L. D. Alajuelense | L. D. Alajuelense                   | 0                                   | 2                                   | 2                                   |                                     |  |                  |                                      |                                      |                                      |                                      |                                      |  |                   |                                      |                                      |                                      |                                      |                                      |  |
|  |                                             |                                             |                                             |                                             |                                             |   | L. D. Alajuelense | L. D. Alajuelense                   | 0                                   | 2                                   | 2                                   |                                     |  |                  |                                      |                                      |                                      |                                      |                                      |  |                   |                                      |                                      |                                      |                                      |                                      |  |
|  |                                             |                                             | C. S. Cartaginés                            | C. S. Cartaginés                            | 1                                           | 1 | 2                 |                                     |                                     |                                     |                                     |                                     |  |                  |                                      |                                      |                                      |                                      |                                      |  |                   |                                      |                                      |                                      |                                      |                                      |  |
|  | C. S. Cartaginés                            | C. S. Cartaginés                            | C. S. Cartaginés                            | C. S. Cartaginés                            | 1                                           | 1 | 2                 | 0                                   | 5                                   | 5                                   |                                     |                                     |  |                  |                                      |                                      |                                      |                                      |                                      |  |                   |                                      |                                      |                                      |                                      |                                      |  |
|  | C. S. Cartaginés                            | C. S. Cartaginés                            |                                             |                                             |                                             |   |                   |                                     |                                     | 5                                   |                                     |                                     |  |                  |                                      |                                      |                                      |                                      |                                      |  |                   |                                      |                                      |                                      |                                      |                                      |  |
|  | Pérez Zeledón                               | Pérez Zeledón                               | 1                                           | 0                                           | 1                                           |   |                   |                                     |                                     |                                     |                                     |                                     |  |                  |                                      |                                      |                                      |                                      |                                      |  |                   |                                      |                                      |                                      |                                      |                                      |  |
|  | Pérez Zeledón                               | Pérez Zeledón                               | 1                                           | 0                                           | 1                                           |   |                   |                                     |                                     |                                     |                                     |                                     |  | C. S. Cartaginés | C. S. Cartaginés                     | 0                                    | 0                                    | 0                                    |                                      |  |                   |                                      |                                      |                                      |                                      |                                      |  |
|  |                                             |                                             |                                             |                                             |                                             |   |                   |                                     |                                     |                                     |                                     |                                     |  | C. S. Cartaginés | C. S. Cartaginés                     | 0                                    | 0                                    | 0                                    |                                      |  |                   |                                      |                                      |                                      |                                      |                                      |  |
|  |                                             |                                             | Deportivo Saprissa                          | Deportivo Saprissa                          | 0                                           | 1 | 1                 |                                     |                                     |                                     |                                     |                                     |  |                  |                                      |                                      |                                      |                                      |                                      |  |                   |                                      |                                      |                                      |                                      |                                      |  |
|  | Deportivo Saprissa                          | Deportivo Saprissa                          | Deportivo Saprissa                          | Deportivo Saprissa                          | 0                                           | 1 | 1                 | 3                                   | 8                                   | 11                                  |                                     |                                     |  |                  |                                      |                                      |                                      |                                      |                                      |  |                   |                                      |                                      |                                      |                                      |                                      |  |
|  | Deportivo Saprissa                          | Deportivo Saprissa                          |                                             |                                             |                                             |   |                   |                                     |                                     | 11                                  |                                     |                                     |  |                  |                                      |                                      |                                      |                                      |                                      |  |                   |                                      |                                      |                                      |                                      |                                      |  |
|  | A. D. Ramonense                             | A. D. Ramonense                             | 0                                           | 0                                           | 0                                           |   |                   |                                     |                                     |                                     |                                     |                                     |  |                  |                                      |                                      |                                      |                                      |                                      |  |                   |                                      |                                      |                                      |                                      |                                      |  |
|  | A. D. Ramonense                             | A. D. Ramonense                             | 0                                           | 0                                           | 0                                           |   | C. S. Herediano   | C. S. Herediano                     | 0                                   | 1                                   | 1                                   |                                     |  |                  |                                      |                                      |                                      |                                      |                                      |  |                   |                                      |                                      |                                      |                                      |                                      |  |
|  |                                             |                                             |                                             |                                             |                                             |   | C. S. Herediano   | C. S. Herediano                     | 0                                   | 1                                   | 1                                   |                                     |  |                  |                                      |                                      |                                      |                                      |                                      |  |                   |                                      |                                      |                                      |                                      |                                      |  |
|  |                                             |                                             | Deportivo Saprissa                          | Deportivo Saprissa                          | 0                                           | 5 | 5                 |                                     |                                     |                                     |                                     |                                     |  |                  |                                      |                                      |                                      |                                      |                                      |  |                   |                                      |                                      |                                      |                                      |                                      |  |
|  | C. S. Herediano                             | C. S. Herediano                             | Deportivo Saprissa                          | Deportivo Saprissa                          | 0                                           | 5 | 5                 | 1                                   | 3                                   | 4                                   |                                     |                                     |  |                  |                                      |                                      |                                      |                                      |                                      |  |                   |                                      |                                      |                                      |                                      |                                      |  |
|  | C. S. Herediano                             | C. S. Herediano                             |                                             |                                             |                                             |   |                   |                                     |                                     | 4                                   |                                     |                                     |  |                  |                                      |                                      |                                      |                                      |                                      |  |                   |                                      |                                      |                                      |                                      |                                      |  |
|  | Municipal Puntarenas                        | Municipal Puntarenas                        | 1                                           | 1                                           | 2                                           |   |                   |                                     |                                     |                                     |                                     |                                     |  |                  |                                      |                                      |                                      |                                      |                                      |  |                   |                                      |                                      |                                      |                                      |                                      |  |
|  | Municipal Puntarenas                        | Municipal Puntarenas                        | 1                                           | 1                                           | 2                                           |   |                   |                                     |                                     |                                     |                                     |                                     |  |                  |                                      |                                      |                                      |                                      |                                      |  | L. D. Alajuelense | L. D. Alajuelense                    | 1                                    | 0                                    | 1                                    |                                      |  |
|  |                                             |                                             |                                             |                                             |                                             |   |                   |                                     |                                     |                                     |                                     |                                     |  |                  |                                      |                                      |                                      |                                      |                                      |  | L. D. Alajuelense | L. D. Alajuelense                    | 1                                    | 0                                    | 1                                    |                                      |  |
|  |                                             |                                             | Deportivo Saprissa                          | Deportivo Saprissa                          | 0                                           | 2 | 2                 |                                     |                                     |                                     |                                     |                                     |  |                  |                                      |                                      |                                      |                                      |                                      |  |                   |                                      |                                      |                                      |                                      |                                      |  |
|  |                                             |                                             | Deportivo Saprissa                          | Deportivo Saprissa                          | 0                                           | 2 | 2                 |                                     |                                     |                                     |                                     |                                     |  |                  |                                      |                                      |                                      |                                      |                                      |  |                   |                                      |                                      |                                      |                                      |                                      |  |
|  |                                             |                                             |                                             |                                             |                                             |   |                   |                                     |                                     |                                     |                                     |                                     |  |                  |                                      |                                      |                                      |                                      |                                      |  |                   |                                      |                                      |                                      |                                      |                                      |  |
|  |                                             |                                             |                                             |                                             |                                             |   |                   |                                     |                                     |                                     |                                     |                                     |  |                  |                                      |                                      |                                      |                                      |                                      |  |                   |                                      |                                      |                                      |                                      |                                      |  |
|  |                                             |                                             |                                             |                                             |                                             |   |                   |                                     |                                     |                                     |                                     |                                     |  |                  |                                      |                                      |                                      |                                      |                                      |  |                   |                                      |                                      |                                      |                                      |                                      |  |
|  |                                             |                                             |                                             |                                             |                                             |   |                   |                                     |                                     |                                     |                                     |                                     |  |                  |                                      |                                      |                                      |                                      |                                      |  |                   |                                      |                                      |                                      |                                      |                                      |  |
|  |                                             |                                             |                                             |                                             |                                             |   |                   |                                     |                                     |                                     |                                     |                                     |  |                  |                                      |                                      |                                      |                                      |                                      |  |                   |                                      |                                      |                                      |                                      |                                      |  |
|  |                                             |                                             |                                             |                                             |                                             |   |                   |                                     |                                     |                                     |                                     |                                     |  |                  |                                      |                                      |                                      |                                      |                                      |  |                   |                                      |                                      |                                      |                                      |                                      |  |
|  |                                             |                                             |                                             |                                             |                                             |   |                   |                                     |                                     |                                     |                                     |                                     |  |                  |                                      |                                      |                                      |                                      |                                      |  |                   |                                      |                                      |                                      |                                      |                                      |  |
|  |                                             |                                             |                                             |                                             |                                             |   |                   |                                     |                                     |                                     |                                     |                                     |  |                  |                                      |                                      |                                      |                                      |                                      |  |                   |                                      |                                      |                                      |                                      |                                      |  |
|  |                                             |                                             |                                             |                                             |                                             |   |                   |                                     |                                     |                                     |                                     |                                     |  |                  |                                      |                                      |                                      |                                      |                                      |  |                   |                                      |                                      |                                      |                                      |                                      |  |
|  |                                             |                                             |                                             |                                             |                                             |   |                   |                                     |                                     |                                     |                                     |                                     |  |                  |                                      |                                      |                                      |                                      |                                      |  |                   |                                      |                                      |                                      |                                      |                                      |  |
|  |                                             |                                             |                                             |                                             |                                             |   |                   |                                     |                                     |                                     |                                     |                                     |  |                  |                                      |                                      |                                      |                                      |                                      |  |                   |                                      |                                      |                                      |                                      |                                      |  |
|  |                                             |                                             |                                             |                                             |                                             |   |                   |                                     |                                     |                                     |                                     |                                     |  |                  |                                      |                                      |                                      |                                      |                                      |  |                   |                                      |                                      |                                      |                                      |                                      |  |
|  |                                             |                                             |                                             |                                             |                                             |   |                   |                                     |                                     |                                     |                                     |                                     |  |                  |                                      |                                      |                                      |                                      |                                      |  |                   |                                      |                                      |                                      |                                      |                                      |  |
|  |                                             |                                             |                                             |                                             |                                             |   |                   |                                     |                                     |                                     |                                     |                                     |  |                  |                                      |                                      |                                      |                                      |                                      |  |                   |                                      |                                      |                                      |                                      |                                      |  |
|  |                                             |                                             |                                             |                                             |                                             |   |                   |                                     |                                     |                                     |                                     |                                     |  |                  |                                      |                                      |                                      |                                      |                                      |  |                   |                                      |                                      |                                      |                                      |                                      |  |
|  |                                             |                                             |                                             |                                             |                                             |   |                   |                                     |                                     |                                     |                                     |                                     |  |                  |                                      |                                      |                                      |                                      |                                      |  |                   |                                      |                                      |                                      |                                      |                                      |  |
|  |                                             |                                             |                                             |                                             |                                             |   |                   |                                     |                                     |                                     |                                     |                                     |  |                  |                                      |                                      |                                      |                                      |                                      |  |                   |                                      |                                      |                                      |                                      |                                      |  |
|  |                                             |                                             |                                             |                                             |                                             |   |                   |                                     |                                     |                                     |                                     |                                     |  |                  |                                      |                                      |                                      |                                      |                                      |  |                   |                                      |                                      |                                      |                                      |                                      |  |
|  |                                             |                                             |                                             |                                             |                                             |   |                   |                                     |                                     |                                     |                                     |                                     |  |                  |                                      |                                      |                                      |                                      |                                      |  |                   |                                      |                                      |                                      |                                      |                                      |  |
|  |                                             |                                             |                                             |                                             |                                             |   |                   |                                     |                                     |                                     |                                     |                                     |  |                  |                                      |                                      |                                      |                                      |                                      |  |                   |                                      |                                      |                                      |                                      |                                      |  |
|  |                                             |                                             |                                             |                                             |                                             |   |                   |                                     |                                     |                                     |                                     |                                     |  |                  |                                      |                                      |                                      |                                      |                                      |  |                   |                                      |                                      |                                      |                                      |                                      |  |
|  |                                             |                                             |                                             |                                             |                                             |   |                   |                                     |                                     |                                     |                                     |                                     |  |                  |                                      |                                      |                                      |                                      |                                      |  |                   |                                      |                                      |                                      |                                      |                                      |  |

### Cuartos de final

#### Cartaginés - Pérez Zeledón
| 25 de abril de 1998, 20:00 | Pérez Zeledón           | 1:0 (0:0) | C. S. Cartaginés | Estadio Municipal, Pérez Zeledón, San José |                            |
|                            | - Marvin Chinchilla 78' | Reporte   |                  | Árbitro(s): William Mattus                 | Árbitro(s): William Mattus |

| 29 de abril de 1998, 20:00 | C. S. Cartaginés                                                        | 5:0 (2:0) (Global 5:1) | Pérez Zeledón | Estadio "Fello" Meza, Cartago                           |                                                         |
|                            | - Bernal Mullins 20', 30' - Erick Jiménez 55', 89' - Sergio Morales 75' | Reporte                |               | Asistencia: 375 espectadores Árbitro(s): Greivin Porras | Asistencia: 375 espectadores Árbitro(s): Greivin Porras |

#### Herediano - Puntarenas
| 26 de abril de 1998, 11:00 | Municipal Puntarenas   | 1:1 (0:0) | C. S. Herediano       | Estadio "Lito" Pérez, Puntarenas |                           |
|                            | - Alexander Chaves 73' | Reporte   | - Rolando Corella 60' | Árbitro(s): Ronald Cedeño        | Árbitro(s): Ronald Cedeño |

| 29 de abril de 1998, 20:00 | C. S. Herediano                                                       | 3:0 (1:0) (Global 4:1) | Municipal Puntarenas | Estadio Rosabal Cordero, Heredia |                            |
|                            | - Raúl Falero 15' - Carlos Rodríguez 86' - Marcelo Saraiva 88' (t.l.) | Reporte                |                      | Árbitro(s): Wálter Quesada       | Árbitro(s): Wálter Quesada |

#### Alajuelense - San Carlos
| 26 de abril de 1998, 20:00 | A. D. San Carlos | 0:2 (0:1) | L. D. Alajuelense                              | Estadio Carlos Ugalde, San Carlos, Alajuela |                           |
|                            |                  | Reporte   | - Wilmer López 38' - Adrián Leandro 61' (a.g.) | Árbitro(s): Marvin Amores                   | Árbitro(s): Marvin Amores |

| 29 de abril de 1998, 20:00 | L. D. Alajuelense                                                           | 7:2 (1:0) (Global 9:2) | A. D. San Carlos            | Estadio Morera Soto, Alajuela |                              |
|                            | - Wilmer López 10', 57', 62', 86', 88' - Josef Miso 50' - Johnny Cubero 78' | Reporte                | - Alfonso Martínez 48', 68' | Árbitro(s): Víctor Rodríguez  | Árbitro(s): Víctor Rodríguez |

#### Saprissa - Ramonense
| 26 de abril de 1998, 15:00 | A. D. Ramonense | 0:3 (0:1) | Deportivo Saprissa                                            | Estadio Guillermo Vargas, San Ramón, Alajuela           |                                                         |
|                            |                 | Reporte   | - Víctor Cordero 39' - Steven Bryce 56' - Gerald Drummond 89' | Asistencia: 1.429 espectadores Árbitro(s): Olger Mejías | Asistencia: 1.429 espectadores Árbitro(s): Olger Mejías |

| 29 de abril de 1998, 20:00 | Deportivo Saprissa | 8:0 (3:0) (Global 11:0) | A. D. Ramonense | Estadio Ricardo Saprissa, Tibás, San José |                              |
|                            | - Víctor Cordero 11' - Walter Centeno 22', 49' - Roy Myers 28' - Gerald Drummond 58' - Kervin Lacey 66', 87' - Erick Lonnis 90' | Reporte                 |                 | Árbitro(s): Ronald Gutiérrez              | Árbitro(s): Ronald Gutiérrez |

### Semifinales

#### Saprissa - Herediano
| 3 de mayo de 1998, 17:00 | C. S. Herediano | 0:0     | Deportivo Saprissa | Estadio Rosabal Cordero, Heredia |                            |
|                          |                 | Reporte |                    | Árbitro(s): William Mattus       | Árbitro(s): William Mattus |

| 10 de mayo de 1998, 11:00 | Deportivo Saprissa                                                                                | 5:1 (4:1) (Global 5:1) | C. S. Herediano             | Estadio Ricardo Saprissa, Tibás, San José |                           |
|                           | - Alejandro Sequeira 1' - Adrián Mahía 5' - Roy Myers 13' - Víctor Cordero 39' - Steven Bryce 86' | Reporte                | - Marcelo Saraiva 7' (pen.) | Árbitro(s): Ronald Cedeño                 | Árbitro(s): Ronald Cedeño |

#### Alajuelense - Cartaginés
| 3 de mayo de 1998, 20:00 | C. S. Cartaginés    | 1:0 (0:0) | L. D. Alajuelense | Estadio "Fello" Meza, Cartago                            |                                                          |
|                          | - Erick Jiménez 75' | Reporte   |                   | Asistencia: 2.742 espectadores Árbitro(s): Marvin Amores | Asistencia: 2.742 espectadores Árbitro(s): Marvin Amores |

| 10 de mayo de 1998, 11:00 | L. D. Alajuelense                                                    | 2:1 (1:0, 2:1) (2:4 p.)(Global 2:2) | C. S. Cartaginés                                                        | Estadio Morera Soto, Alajuela |                            |
|                           | - Rodinei Martins 17' - Austin Berry 59'                             | Reporte                             | - Bernal Mullins 51' (pen.)                                             | Árbitro(s): Wálter Quesada    | Árbitro(s): Wálter Quesada |
|                           |                                                                      | Tiros desde el punto penal          |                                                                         |                               |                            |
|                           | - Luis Diego Arnáez - Austin Berry - Rodinei Martins - Johnny Cubero |                                     | - Heriberto Quirós - Sergio Morales - Bernal Mullins - Vinicio Alvarado |                               |                            |

### Final

#### Saprissa - Cartaginés
| 17 de mayo de 1998, 11:00 | C. S. Cartaginés | 0:0     | Deportivo Saprissa | Estadio "Fello" Meza, Cartago                             |                                                           |
|                           |                  | Reporte |                    | Asistencia: 6.480 espectadores Árbitro(s): Greivin Porras | Asistencia: 6.480 espectadores Árbitro(s): Greivin Porras |

| 24 de mayo de 1998, 11:00 | Deportivo Saprissa | 1:0 (1:0) (Global 1:0) | C. S. Cartaginés | Estadio Ricardo Saprissa, Tibás, San José               |                                                         |
|                           | - Roy Myers 44'    | Reporte                |                  | Asistencia: 8.625 espectadores Árbitro(s): Olger Mejías | Asistencia: 8.625 espectadores Árbitro(s): Olger Mejías |

### Gran final

#### Alajuelense - Saprissa
| 31 de mayo de 1998, 11:00 | Deportivo Saprissa | 0:1 (0:0) | L. D. Alajuelense     | Estadio Ricardo Saprissa, Tibás, San José |                            |
|                           |                    | Reporte   | - Rodinei Martins 81' | Árbitro(s): Wálter Quesada                | Árbitro(s): Wálter Quesada |

| 7 de junio de 1998, 11:00 | L. D. Alajuelense | 0:2 (0:0) (Global 1:2) | Deportivo Saprissa                             | Estadio Morera Soto, Alajuela                             |                                                           |
|                           |                   | Reporte                | - Alejandro Sequeira 68' - Gerald Drummond 83' | Asistencia: 10.220 espectadores Árbitro(s): Marvin Amores | Asistencia: 10.220 espectadores Árbitro(s): Marvin Amores |

## Final nacional

### Alajuelense - Saprissa
| 14 de junio de 1998, 11:00 | Deportivo Saprissa                                | 2:1 (1:1) | L. D. Alajuelense     | Estadio Ricardo Saprissa, Tibás, San José |                              |
|                            | - Víctor Cordero 38' - Jeaustin Campos 85' (pen.) | Reporte   | - Rodinei Martins 31' | Árbitro(s): Ronald Gutiérrez              | Árbitro(s): Ronald Gutiérrez |

| 21 de junio de 1998, 11:00 | L. D. Alajuelense | 0:0 (0:0) (Global 1:2) | Deportivo Saprissa | Estadio Morera Soto, Alajuela |                            |
|                            |                   | Reporte                |                    | Árbitro(s): Greivin Porras    | Árbitro(s): Greivin Porras |

#### Final - ida
| -     | POR   | Erick Lonnis        |     |
|       | DEF   | Víctor Cordero      |     |
|       | DEF   | Vladimir Quesada    |     |
|       | DEF   | Randall Row         |     |
|       | DEF   | Jervis Drummond     |     |
|       | MED   | Jeaustin Campos     |     |
|       | MED   | Óscar Ramírez       | 76' |
|       | MED   | Roy Myers           |     |
|       | MED   | Kervin Lacey        | 63' |
|       | DEL   | Gerald Drummond     |     |
|       | DEL   | Alejandro Sequeira  | 58' |
| D. T. | D. T. | Alexandre Guimarães |     |

| -     | POR   | Ricardo González  |     |
|       | DEF   | Luis Marín        |     |
|       | DEF   | Harold Wallace    |     |
|       | DEF   | Austin Berry      |     |
|       | DEF   | Enrique Smith     |     |
|       | MED   | Joaquín Guillén   | 56' |
|       | MED   | Wilmer López      |     |
|       | MED   | Richard Smith     | 68' |
|       | MED   | Luis Diego Arnáez |     |
|       | DEL   | Víctor Badilla    | 79' |
|       | DEL   | Rodinei Martins   |     |
| D. T. | D. T. | Manuel Keosseian  |     |

| - | DEL | Adrián Mahía    | 58' |
|   | DEL | Farlen Ilama    | 63' |
|   | DEF | Vinicio Montero | 76' |

| - | DEL | Josef Miso       | 56' |
|   | MED | Geovanny Hidalgo | 68' |
|   | DEF | Mauricio Montero | 79' |

| 38' · 85' | Víctor Cordero Jeaustin Campos | 1:1 2:1 |

| 31' | Rodinei Martins | 0:1 |

| 89' | Farlen Ilama |

| 89' | Enrique Smith |

| Principal  | Ronald Gutiérrez |
| Asistentes | Hugo Cruz        |
|            | Adrián Varela    |

| -     | POR   | Erick Lonnis        |     |
|       | DEF   | Víctor Cordero      |     |
|       | DEF   | Vladimir Quesada    |     |
|       | DEF   | Randall Row         |     |
|       | DEF   | Jervis Drummond     |     |
|       | MED   | Jeaustin Campos     |     |
|       | MED   | Óscar Ramírez       | 76' |
|       | MED   | Roy Myers           |     |
|       | MED   | Kervin Lacey        | 63' |
|       | DEL   | Gerald Drummond     |     |
|       | DEL   | Alejandro Sequeira  | 58' |
| D. T. | D. T. | Alexandre Guimarães |     |

| -     | POR   | Ricardo González  |     |
|       | DEF   | Luis Marín        |     |
|       | DEF   | Harold Wallace    |     |
|       | DEF   | Austin Berry      |     |
|       | DEF   | Enrique Smith     |     |
|       | MED   | Joaquín Guillén   | 56' |
|       | MED   | Wilmer López      |     |
|       | MED   | Richard Smith     | 68' |
|       | MED   | Luis Diego Arnáez |     |
|       | DEL   | Víctor Badilla    | 79' |
|       | DEL   | Rodinei Martins   |     |
| D. T. | D. T. | Manuel Keosseian  |     |

| - | DEL | Adrián Mahía    | 58' |
|   | DEL | Farlen Ilama    | 63' |
|   | DEF | Vinicio Montero | 76' |

| - | DEL | Josef Miso       | 56' |
|   | MED | Geovanny Hidalgo | 68' |
|   | DEF | Mauricio Montero | 79' |

| 38' · 85' | Víctor Cordero Jeaustin Campos | 1:1 2:1 |

| 31' | Rodinei Martins | 0:1 |

| 89' | Farlen Ilama |

| 89' | Enrique Smith |

| Principal  | Ronald Gutiérrez |
| Asistentes | Hugo Cruz        |
|            | Adrián Varela    |

| -     | POR   | Erick Lonnis        |     |
|       | DEF   | Víctor Cordero      |     |
|       | DEF   | Vladimir Quesada    |     |
|       | DEF   | Randall Row         |     |
|       | DEF   | Jervis Drummond     |     |
|       | MED   | Jeaustin Campos     |     |
|       | MED   | Óscar Ramírez       | 76' |
|       | MED   | Roy Myers           |     |
|       | MED   | Kervin Lacey        | 63' |
|       | DEL   | Gerald Drummond     |     |
|       | DEL   | Alejandro Sequeira  | 58' |
| D. T. | D. T. | Alexandre Guimarães |     |

| -     | POR   | Ricardo González  |     |
|       | DEF   | Luis Marín        |     |
|       | DEF   | Harold Wallace    |     |
|       | DEF   | Austin Berry      |     |
|       | DEF   | Enrique Smith     |     |
|       | MED   | Joaquín Guillén   | 56' |
|       | MED   | Wilmer López      |     |
|       | MED   | Richard Smith     | 68' |
|       | MED   | Luis Diego Arnáez |     |
|       | DEL   | Víctor Badilla    | 79' |
|       | DEL   | Rodinei Martins   |     |
| D. T. | D. T. | Manuel Keosseian  |     |

| - | DEL | Adrián Mahía    | 58' |
|   | DEL | Farlen Ilama    | 63' |
|   | DEF | Vinicio Montero | 76' |

| - | DEL | Josef Miso       | 56' |
|   | MED | Geovanny Hidalgo | 68' |
|   | DEF | Mauricio Montero | 79' |

| 38' · 85' | Víctor Cordero Jeaustin Campos | 1:1 2:1 |

| 31' | Rodinei Martins | 0:1 |

| 89' | Farlen Ilama |

| 89' | Enrique Smith |

| Principal  | Ronald Gutiérrez |
| Asistentes | Hugo Cruz        |
|            | Adrián Varela    |

| -     | POR   | Erick Lonnis        |     |
|       | DEF   | Víctor Cordero      |     |
|       | DEF   | Vladimir Quesada    |     |
|       | DEF   | Randall Row         |     |
|       | DEF   | Jervis Drummond     |     |
|       | MED   | Jeaustin Campos     |     |
|       | MED   | Óscar Ramírez       | 76' |
|       | MED   | Roy Myers           |     |
|       | MED   | Kervin Lacey        | 63' |
|       | DEL   | Gerald Drummond     |     |
|       | DEL   | Alejandro Sequeira  | 58' |
| D. T. | D. T. | Alexandre Guimarães |     |

| -     | POR   | Ricardo González  |     |
|       | DEF   | Luis Marín        |     |
|       | DEF   | Harold Wallace    |     |
|       | DEF   | Austin Berry      |     |
|       | DEF   | Enrique Smith     |     |
|       | MED   | Joaquín Guillén   | 56' |
|       | MED   | Wilmer López      |     |
|       | MED   | Richard Smith     | 68' |
|       | MED   | Luis Diego Arnáez |     |
|       | DEL   | Víctor Badilla    | 79' |
|       | DEL   | Rodinei Martins   |     |
| D. T. | D. T. | Manuel Keosseian  |     |

| - | DEL | Adrián Mahía    | 58' |
|   | DEL | Farlen Ilama    | 63' |
|   | DEF | Vinicio Montero | 76' |

| - | DEL | Josef Miso       | 56' |
|   | MED | Geovanny Hidalgo | 68' |
|   | DEF | Mauricio Montero | 79' |

| 38' · 85' | Víctor Cordero Jeaustin Campos | 1:1 2:1 |

| 31' | Rodinei Martins | 0:1 |

| 89' | Farlen Ilama |

| 89' | Enrique Smith |

| Principal  | Ronald Gutiérrez |
| Asistentes | Hugo Cruz        |
|            | Adrián Varela    |

#### Final - vuelta
| -     | POR   | Ricardo González   |     |
|       | DEF   | Luis Marín         |     |
|       | DEF   | Alexánder Madrigal |     |
|       | DEF   | Harold Wallace     | 23' |
|       | DEF   | Austin Berry       |     |
|       | MED   | Joaquín Guillén    | 67' |
|       | MED   | Luis Diego Arnáez  |     |
|       | MED   | Wilmer López       |     |
|       | MED   | Víctor Badilla     | 52' |
|       | DEL   | Josef Miso         |     |
|       | DEL   | Rodinei Martins    |     |
| D. T. | D. T. | Manuel Keosseian   |     |

| -     | POR   | Erick Lonnis        |     |
|       | DEF   | Vladimir Quesada    | 46' |
|       | DEF   | Víctor Cordero      |     |
|       | DEF   | Randall Row         |     |
|       | DEF   | Jervis Drummond     |     |
|       | MED   | José Pablo Fonseca  |     |
|       | MED   | Jeaustin Campos     | 75' |
|       | MED   | Óscar Ramírez       |     |
|       | MED   | Roy Myers           | 57' |
|       | DEL   | Kervin Lacey        |     |
|       | DEL   | Gerald Drummond     |     |
| D. T. | D. T. | Alexandre Guimarães |     |

| - | DEF | Cristian Aguilar | 23' |
|   | DEL | Johnny Cubero    | 52' |
|   | MED | Luis José Herra  | 67' |

| - | MED | Walter Centeno     | 46' |
|   | DEL | Alejandro Sequeira | 57' |
|   | MED | Giancarlo Morera   | 75' |

| 61' | Luis Diego Arnáez |

| 29' | Kervin Lacey |

| Principal  | Greivin Porras   |
| Asistentes | Erick Mora       |
|            | Efraín Rodríguez |

| -     | POR   | Ricardo González   |     |
|       | DEF   | Luis Marín         |     |
|       | DEF   | Alexánder Madrigal |     |
|       | DEF   | Harold Wallace     | 23' |
|       | DEF   | Austin Berry       |     |
|       | MED   | Joaquín Guillén    | 67' |
|       | MED   | Luis Diego Arnáez  |     |
|       | MED   | Wilmer López       |     |
|       | MED   | Víctor Badilla     | 52' |
|       | DEL   | Josef Miso         |     |
|       | DEL   | Rodinei Martins    |     |
| D. T. | D. T. | Manuel Keosseian   |     |

| -     | POR   | Erick Lonnis        |     |
|       | DEF   | Vladimir Quesada    | 46' |
|       | DEF   | Víctor Cordero      |     |
|       | DEF   | Randall Row         |     |
|       | DEF   | Jervis Drummond     |     |
|       | MED   | José Pablo Fonseca  |     |
|       | MED   | Jeaustin Campos     | 75' |
|       | MED   | Óscar Ramírez       |     |
|       | MED   | Roy Myers           | 57' |
|       | DEL   | Kervin Lacey        |     |
|       | DEL   | Gerald Drummond     |     |
| D. T. | D. T. | Alexandre Guimarães |     |

| - | DEF | Cristian Aguilar | 23' |
|   | DEL | Johnny Cubero    | 52' |
|   | MED | Luis José Herra  | 67' |

| - | MED | Walter Centeno     | 46' |
|   | DEL | Alejandro Sequeira | 57' |
|   | MED | Giancarlo Morera   | 75' |

| 61' | Luis Diego Arnáez |

| 29' | Kervin Lacey |

| Principal  | Greivin Porras   |
| Asistentes | Erick Mora       |
|            | Efraín Rodríguez |

| -     | POR   | Ricardo González   |     |
|       | DEF   | Luis Marín         |     |
|       | DEF   | Alexánder Madrigal |     |
|       | DEF   | Harold Wallace     | 23' |
|       | DEF   | Austin Berry       |     |
|       | MED   | Joaquín Guillén    | 67' |
|       | MED   | Luis Diego Arnáez  |     |
|       | MED   | Wilmer López       |     |
|       | MED   | Víctor Badilla     | 52' |
|       | DEL   | Josef Miso         |     |
|       | DEL   | Rodinei Martins    |     |
| D. T. | D. T. | Manuel Keosseian   |     |

| -     | POR   | Erick Lonnis        |     |
|       | DEF   | Vladimir Quesada    | 46' |
|       | DEF   | Víctor Cordero      |     |
|       | DEF   | Randall Row         |     |
|       | DEF   | Jervis Drummond     |     |
|       | MED   | José Pablo Fonseca  |     |
|       | MED   | Jeaustin Campos     | 75' |
|       | MED   | Óscar Ramírez       |     |
|       | MED   | Roy Myers           | 57' |
|       | DEL   | Kervin Lacey        |     |
|       | DEL   | Gerald Drummond     |     |
| D. T. | D. T. | Alexandre Guimarães |     |

| - | DEF | Cristian Aguilar | 23' |
|   | DEL | Johnny Cubero    | 52' |
|   | MED | Luis José Herra  | 67' |

| - | MED | Walter Centeno     | 46' |
|   | DEL | Alejandro Sequeira | 57' |
|   | MED | Giancarlo Morera   | 75' |

| 61' | Luis Diego Arnáez |

| 29' | Kervin Lacey |

| Principal  | Greivin Porras   |
| Asistentes | Erick Mora       |
|            | Efraín Rodríguez |

| -     | POR   | Ricardo González   |     |
|       | DEF   | Luis Marín         |     |
|       | DEF   | Alexánder Madrigal |     |
|       | DEF   | Harold Wallace     | 23' |
|       | DEF   | Austin Berry       |     |
|       | MED   | Joaquín Guillén    | 67' |
|       | MED   | Luis Diego Arnáez  |     |
|       | MED   | Wilmer López       |     |
|       | MED   | Víctor Badilla     | 52' |
|       | DEL   | Josef Miso         |     |
|       | DEL   | Rodinei Martins    |     |
| D. T. | D. T. | Manuel Keosseian   |     |

| -     | POR   | Erick Lonnis        |     |
|       | DEF   | Vladimir Quesada    | 46' |
|       | DEF   | Víctor Cordero      |     |
|       | DEF   | Randall Row         |     |
|       | DEF   | Jervis Drummond     |     |
|       | MED   | José Pablo Fonseca  |     |
|       | MED   | Jeaustin Campos     | 75' |
|       | MED   | Óscar Ramírez       |     |
|       | MED   | Roy Myers           | 57' |
|       | DEL   | Kervin Lacey        |     |
|       | DEL   | Gerald Drummond     |     |
| D. T. | D. T. | Alexandre Guimarães |     |

| - | DEF | Cristian Aguilar | 23' |
|   | DEL | Johnny Cubero    | 52' |
|   | MED | Luis José Herra  | 67' |

| - | MED | Walter Centeno     | 46' |
|   | DEL | Alejandro Sequeira | 57' |
|   | MED | Giancarlo Morera   | 75' |

| 61' | Luis Diego Arnáez |

| 29' | Kervin Lacey |

| Principal  | Greivin Porras   |
| Asistentes | Erick Mora       |
|            | Efraín Rodríguez |

|                            |
| Campeón Deportivo Saprissa |
| 21° título                 |

## Estadísticas

### Tabla de goleadores
Lista con los máximos anotadores de la temporada.
| Pos. | Jugador              | Equipo               | Goles |
| ---- | -------------------- | -------------------- | ----- |
| 1.º  | Alejandro Larrea     | Deportivo Saprissa   | 20    |
| 2.º  | Wilmer López         | L. D. Alajuelense    | 18    |
| 3.º  | Bernal Mullins       | C. S. Cartaginés     | 17    |
| 4.º  | Alejandro Sequeira   | Deportivo Saprissa   | 15    |
| 5.º  | Allan Oviedo         | C. S. Herediano      | 14    |
| 6.º  | Josef Miso           | L. D. Alajuelense    | 12    |
| 6.º  | Rodinei Martins      | L. D. Alajuelense    | 12    |
| 8.º  | Luis Quirós          | A. D. Carmelita      | 11    |
| 8.º  | Ronald Vega          | A. D. San Carlos     | 11    |
| 10.º | Roy Myers            | Deportivo Saprissa   | 10    |
| 10.º | Wilberth Pérez       | Pérez Zeledón        | 10    |
| 12.º | Alexander Chaves     | Municipal Puntarenas | 9     |
| 12.º | Erick Rodríguez      | Municipal Goicoechea | 9     |
| 12.º | Johnny Cubero        | L. D. Alajuelense    | 9     |
| 12.º | Johnny Murillo       | C. S. Herediano      | 9     |
| 16.º | Farlen Ilama         | Deportivo Saprissa   | 8     |
| 16.º | Sergio Morales       | C. S. Cartaginés     | 8     |
| 18.º | Adrián Mahía         | Deportivo Saprissa   | 7     |
| 18.º | Benigno Guido        | A. D. San Carlos     | 7     |
| 18.º | Heriberto Quirós     | C. S. Cartaginés     | 7     |
| 18.º | Marvin Chinchilla    | Pérez Zeledón        | 7     |
| 18.º | Raúl Falero          | C. S. Herediano      | 7     |
| 18.º | Trino de la O        | C. S. Herediano      | 7     |
| 18.º | Walter Centeno       | Deportivo Saprissa   | 7     |
| 25.º | Alexánder Madrigal   | L. D. Alajuelense    | 6     |
| 25.º | Diógenes Moreno      | A. D. Belén          | 6     |
| 25.º | Eddy Arias           | A. D. Santa Bárbara  | 6     |
| 25.º | Leonardo Moreira     | A. D. Ramonense      | 6     |
| 25.º | Nixon Perea          | L. D. Alajuelense    | 6     |
| 25.º | Richard Smith        | L. D. Alajuelense    | 6     |
| 25.º | Ronald Chaves        | Municipal Puntarenas | 6     |
| 25.º | Steven Bryce         | Deportivo Saprissa   | 6     |
| 25.º | Taylor Morales       | Pérez Zeledón        | 6     |
| 25.º | William Sunsing      | A. D. Ramonense      | 6     |
| 35.º | Alfonso Martínez     | A. D. San Carlos     | 5     |
| 35.º | Evance Benwell       | Municipal Goicoechea | 5     |
| 35.º | Johnny Mendoza       | Municipal Puntarenas | 5     |
| 35.º | José Mario Rodríguez | A. D. Ramonense      | 5     |
| 35.º | Luis Diego Arnáez    | L. D. Alajuelense    | 5     |
| 40.º | Adrián Leandro       | A. D. San Carlos     | 4     |
| 40.º | Carlos Wanchope      | A. D. Carmelita      | 4     |
| 40.º | Gilberth Solano      | Pérez Zeledón        | 4     |
| 40.º | Jimmy Vargas         | C. S. Cartaginés     | 4     |
| 40.º | Orlando Sibaja       | Municipal Goicoechea | 4     |
| 40.º | Randall Cortés       | A. D. Santa Bárbara  | 4     |
| 40.º | Roger Gómez          | Pérez Zeledón        | 4     |
| 40.º | Sandro Alfaro        | C. S. Herediano      | 4     |